# أنغيلس كاردونا بالمر
أنغيلس كاردونا بالمر (بالإسبانية: Àngels Cardona Palmer)‏ هي كاتِبة وشاعرة إسبانية، ولدت في 1951 في ميورقة في إسبانيا.